# Tre Johnson
Richard Earl "Tre" Johnson III (Dallas, 7 de março de 2006), é um jogador profissional de basquetebol que atua como ala-armador no Washington Wizards da NBA. Ele jogou uma temporada universitária pelos Texas Longhorns e foi selecionado como a sexta escolha geral no Draft da NBA de 2025.

## Primeiros anos e ensino médio
Johnson jogou no Lake Highlands High School (Dallas) até se transferir para Link Academy (Branson, Missouri) no último ano. Foi eleito Texas Mr. Basketball em 2023 e nomeado para o McDonald's All‑American, Jordan Brand Classic e Nike Hoop Summit em 2024.

## Carreira universitária
Durante a temporada 2024–25 em Texas, começou 33 jogos e teve médias de 19,9 pontos, 3,1 rebotes, 2,7 assistências e 0,8 roubos por jogo, com aproveitamento de 42,7% nos arremessos de quadra, 39,7% nas bolas de três pontos e 87,1% nos lances livres. Ele liderou a SEC em pontuação, ganhou o título de SEC Freshman of the Year e foi convocado para o Second-team All‑SEC.

### Estatísticas universitárias
| Temporada | Universidade | Jogos | Pontos | Rebotes | Assistências | Roubos |
| --------- | ------------ | ----- | ------ | ------- | ------------ | ------ |
| 2024–25   | Texas        | 33    | 19,9   | 3,1     | 2,7          | 0,8    |

## Carreira profissional
Johnson foi selecionado como 6ª escolha geral pelo Washington Wizards no draft de 25 de junho de 2025.

## Estilo de jogo
Johnson é conhecido por ser um pontuador puro de três níveis, com excelente arremesso de três pontos (39,7%) e eficácia criadora isolada. Apesar disso, as avaliações destacam que ele precisa desenvolver força física, melhorar a finalização no garrafão e aprimorar sua consistência defensiva.